# Marianthus mollis
Marianthus mollis är en tvåhjärtbladig växtart som först beskrevs av E.M.Benn., och fick sitt nu gällande namn av L.W.Cayzer och Crisp. Marianthus mollis ingår i släktet Marianthus och familjen Pittosporaceae. Inga underarter finns listade.